# Ariel Longo
Ariel Eduardo Longo De Caterina (Montevideo, 7 de agosto de 1953) es un exfutbolista y entrenador uruguayo que jugó como zaguero. También tiene nacionalidad italiana.

## Biografía
Lleva en su carrera Títulos de Campeón, y Vicecampeonatos. Desde el año 1997 comenzó a emigrar y su primera salida fue durante 2 años a Shanghai-China luego Honduras y tres etapas diferentes (2003-04 - 2009-11 - 2014-2015) en Guatemala alternando con su tierra natal Uruguay. Salió Campeón en, China y Guatemala; clasificando al Pre Mundial de Clubes representando a Honduras con Real España en la ciudad de Los Ángeles en 2001. Desde 1996 ejerce la Presidencia de la Asociación Uruguaya de Entrenadores de Fútbol (A.U.D.E.F) por 10ª vez en forma alternada. Es autor de 6 libros: Campeones: La historia jamás escrita (2002)-Campeones y culpables (2006), Campeones: Tanta gloria olvidada (2012), Ramón Platero, el Rey oculto (2017) ,"A las nuevas Generaciones: hay oro escondido (2021),y su último nuevo libro Maracaná, así debía ser (2023). En la actualidad es el entrenador principal de Selección femenina uruguaya Mayor de fútbol. En el mes de diciembre de 2023 fue reconocido por la Fundación Winners, otorgándole el Premio" De Quijotes y Molinos, en la Sede del palacio Legislativo, en mérito a la "Comunicación al servicio de la Sociedad".La misma Fundación WINNERS lo homenajea como "Miembro de Honor de la Academia Internacional de la Diplomacia y las Profesiones", por su misión y obra al frente como Entrenador principal de la Selección Uruguaya femenina en la sede del Palacio Legislativo el 1° de octubre de 2024.

## Clubes o selecciones con los cuales salió campeón
| Club | Año  | País      |
| --- | ---- | --------- |
| Institución Atlética Sud América (Torneo Copa Italia 90)                                                                                  | 1989 | Uruguay   |
| Club Yuyuan Torneo Confraternidad con Macao, Wenzhou                                                                                      | 1997 | China     |
| Club Yuyuan Torneo Ciudad de Shanghái, China                                                                                              | 1997 | China     |
| Deportivo Xinabajul. Torneo Trofeo "Inauguración Fiestas Julias"                                                                          | 2003 | Guatemala |
| Deportivo Xinabajul Sub-20 (Supervisor) Torneo "Feria Sipacapa, San Marcos"                                                               | 2003 | Guatemala |
| Deportivo Xinabajul. Torneo Clasificatorio del Cto. Apertura                                                                              | 2003 | Guatemala |
| Deportivo Xinabajul. Copa "Municipio de San Pedro Necta"                                                                                  | 2004 | Guatemala |
| Deportivo Petapa. Torneo "Municipalidad de Petapa"                                                                                        | 2010 | Guatemala |
| Deportivo Petapa Campeón Grupo B Torneo Apertura Liga 1a. div.                                                                            | 2010 | Guatemala |
| Deportivo Petapa. Campeón Campeonato clasificatorio Torneo Apertura 1a. div.                                                              | 2010 | Guatemala |
| Deportivo Petapa. Campeón de Liguilla Final                                                                                               | 2011 | Guatemala |
| Deportivo Petapa. Campeón de Ascenso a liga Mayor temporada 2010-2011                                                                     | 2011 | Guatemala |
| Deportivo Carcha. Copa Fraternidad 2014                                                                                                   | 2014 | Guatemala |
| Deportivo Carcha Presentación "Tarde de Peces cenizos" (vs Deportivo Chalatenango (El Salvador)                                           | 2015 | Guatemala |
| Deportivo Carcha "Fiestas en Honor al Patrono San Pablo Apóstol" vs. Rabinal F.C. (Guatemala)                                             | 2015 | Guatemala |
| Selección Femenina Uruguay Sub-17 "Copa Integración" (vs. Selección de Colonia) (Estadio A. Supicci)                                      | 2016 | Uruguay   |
| Selección Femenina Uruguay Sub-15 Cuadrangular Internacional Juegos Federados Región Centro (Santa Fe - Argentina)                        | 2016 | Argentina |
| Selección Femenina Uruguay Sub-17 Cuadrangular Internacional Copa Buenos Aires Provincia (Mar del Plata) Trofeo Fair Play                 | 2018 | Argentina |
| Selección Mayor femenina Uruguay, Copa Banco de Seguros del Estado (vs. Puerto Rico) Estadio Centenario y Estadio Franzini, Uruguay       | 2021 | Uruguay   |
| Selección Mayor femenina Uruguay, Copa Banco de Seguros del Estado (vs. Bolivia) Estadio Centenario Uruguay                               | 2022 | Uruguay   |
| Selección Mayor femenina Uruguay, Copa Banco de Seguros del Estado (vs. Perú) Parque Capurro y Parque Viera-Uruguay                       | 2023 | Uruguay   |
| Selección mayor Femenina Uruguay, Copa Río de la Plata (vs. Argentina), Estadio Estudiantes de Bs. As. y complejo Lionel Messi, Argentina | 2024 | Argentina |

## Referencia de Cuadros y Selecciones dirigidos
- 1987:  Club Atlético Alto Perú
- 1988:  Colón Fútbol Club
- 1988-1991:: Institución Atlética Sud América
- 1992-1996:  Liverpool Fútbol Club
- 1997:  Club Yuyuan
- 1998:  Club Hong Yin
- 1999:  Universidad Católica Universitaria
- 2000-2001:  Real C. D. España
- 2002:  Paysandú Bella Vista
- 2003-2004:  Deportivo Xinabajul
- 2005:  Institución Atlética Sud América
- 2006:  Club Sportivo Cerrito
- 2007:  Tacuarembó Fútbol Club
- 2008:  Asociación Atlética Durazno Fútbol Club
- 2008-2009:  Club Atlético Juventud de Las Piedras
- 2009-2010:  Deportivo Jalapa
- 2010-2011:  Deportivo Petapa
- 2013:  Club Atlético Boston River
- 2014-2015:  Deportivo Carcha
- 2015: Selección Uruguaya femenina Sub-20
- 2016: Entrenador principal de las Selecciones Uruguayas femeninas
- 2016: Selección Uruguaya femenina Sub-17
- 2017: Entrenador principal de las Selecciones Uruguayas femeninas
- 2018: Entrenador principal de las Selecciones Uruguayas femeninas
- 2019: Entrenador principal de Selecciones Mayor y Sub-20 Femenino
- 2016-2025: Entrenador principal de Selecciones Mayor Femenino

## Desempeño como entrenador en Primera División Profesional
- 1987 - Director Técnico del Club Atlético Alto Perú, de la 1a. C de  Uruguay
- 1991 - Director Técnico de la Institución Atlética Sud América, de la 1a de  Uruguay
- 1996 - Director Técnico del Liverpool Fútbol Club, de la 1a división de  Uruguay
- 1997 - Supervisor y Entrenador Técnico del Club Yuyuan de 1a. División de China  China
- 1998 - Director Técnico del Club Hong Yin, de la 1a división de  China
- 1999 - Director Técnico del Universidad Católica, Liga Universitaria de Deportes  Uruguay
- 2000:2001 - Director Técnico del Real C. D. España, de la 1a división de  Honduras
- 2002 - Director Técnico del Paysandú Bella Vista, de la 1a división de  Uruguay
- 2003:2004 - Director Técnico del Deportivo Xinabajul, de la 1a división de  Guatemala
- 2005 - Director Técnico de la Institución Atlética Sud América, de la 1a división de  Uruguay
- 2006 - Director Técnico del Club Sportivo Cerrito, de la 1a división de  Uruguay
- 2007 - Asistente Técnico del Tacuarembó Fútbol Club, de la 1a división de  Uruguay
- 2008 - Director Técnico de la Asociación Atlética Durazno Fútbol Club, de la 1a división de  Uruguay
- 2008:2009 - Director Técnico del Club Atlético Juventud de Las Piedras, de la Liga Mayor de  Uruguay
- 2009:2010 - Director Técnico del Club Deportivo Jalapa de la Liga Mayor de  Guatemala
- 2010:2011 - Director Técnico del Club Deportivo Petapa de la Liga Mayor de  Guatemala
- 2011 - Director Técnico del Club Deportivo Petapa de la Liga Mayor de  Guatemala (apertura)
- 2013 - Director Técnico de Boston River S.A.D en 1a. división  Uruguay
- 2014:2015 - Director Técnico del Club Deportivo Carchá Primera división de  Guatemala
- 2015 - Director Técnico de la Selección Uruguaya SUB 20  Uruguay
- 2016 - Director Técnico de la Selección Uruguaya SUB 17  Uruguay
- 2016:2023 - Selección Mayor Uruguay  Femenino"  Uruguay
- 2017 - Entrenador principal de Selecciones Uruguayas Femeninas  Uruguay
- 2017:2018 - Entrenador principal de Selecciones Uruguayas Femeninas  Uruguay
- 2019 - Selección Mayor Uruguay y Sub-20 Femenino"  Uruguay
- 2019:2023 - Selección Mayor Uruguay y Sub-20 Femenino"  Uruguay

## Logros como entrenador
- 1989 - Sudamérica Campeón 1a. División Torneo Copa Italia 90  Uruguay
- 1989 - Sudamérica Vicecampeón 4.ª y 5.ª. División, Campeonato Uruguayo.  Uruguay
- 1990 - Sudamérica Vicecampeón 5.ª. División, torneo preparación.  Uruguay
- 1990 - Sudamérica Campeón 4.ª. División, torneo preparación.  Uruguay
- 1990 - Sudamérica Campeón 5.ª. División, Campeonato Uruguayo.  Uruguay
- 1990 - Sudamérica Campeón 4.ª. División, Campeonato Uruguayo.  Uruguay
- 1994 - Liverpool F.C. Campeón 4.ª. División, Torneo de Verano I (Jujuy, Argentina)  Argentina
- 1994 - Liverpool F.C. Campeón 4.ª. División, Torneo de Verano II (Montevideo, Uruguay)  Uruguay
- 1997 - Club Yuyuan, Campeón Torneo Confraternidad con Macao, Wenzhou  China
- 1997 - Club Yuyuan, Campeón Torneo Ciudad de Shanghái China  China
- 2000 - Real España, Clasificación en torneo de UNCAF, llave Panamá a final Centroamericana (agosto, Ciudad de Panamá, Panamá)  Panamá
- 2000 - Real España, Clasificación uno de 3 representantes de Centroamérica a octogonal final Pre-Mundial de Clubes, Los Ángeles, EE. UU. (San Pedro Sula)  Honduras
- 2000 - Real España, Clasificación a la liguilla final del Campeonato Apertura del fútbol Hondureño  Honduras
- 2003 - Deportivo Xinabajul, Campeón torneo Inauguración "Fiestas Julias"  Guatemala
- 2003 - Deportivo Xinabajul, Campeón del torneo "Feria Zipacapa San Marcos", en categoría Sub-20 (Supervisor)  Guatemala
- 2003 - Deportivo Xinabajul, Campeón torneo clasificatorio del Campeonato Apertura.  Guatemala
- 2003 - Deportivo Xinabajul, Clasificación a octogonal final (liguilla por el título del Campeonato Apertura)  Guatemala
- 2004 - Deportivo Xinabajul, Campeón de la copa "Municipio de San Pedro Necta"  Guatemala
- 2004 - Deportivo Xinabajul, Clasificación a octogonal final (liguilla por el título del Campeonato Clausura)  Guatemala
- 2004 - Deportivo Xinabajul, Fue el equipo con la defensa menos vencida en los 2 torneos oficiales, apertura y clausura 2003-2004  Guatemala
- 2004 - Deportivo Xinabajul, Mantuvo el invicto jugando de local durante 1 año en los 2 torneos oficiales, apertura y clausura, temporada 2003-2004  Guatemala
- 2007 - Tacuarembó F.C., Vicecampeón, Torneo Internacional, Copa Carlos Gardel  Uruguay
- 2010 - Deportivo Petapa, Campeón del Trofeo "Municipalidad de Petapa" disputado con el equipo Clearwater del Estado de la Florida, EE. UU.  Guatemala
- 2010 - Deportivo Petapa, Primer lugar del Grupo E de torneo de copa Guatemala  Guatemala
- 2010 - Deportivo Petapa, Campeón de Grupo B torneo apertura de liga de 1a. división  Guatemala
- 2010 - Deportivo Petapa, Clasificación a la liguilla por el título de la liga de 1a. división de Guatemala, Campeonato Apertura  Guatemala
- 2010 - Deportivo Petapa, Campeón Campeonato clasificatorio de torneo del apertura de la 1a. división de Guatemala, Campeonato Clausura  Guatemala
- 2011 - Deportivo Petapa, Vicecampeón del torneo guatemalteco de copa Centenario 2010-2011  Guatemala
- 2011 - Deportivo Petapa, Clasificación a la liguilla por el título de liga de 1a. división de Guatemala, Campeonato Clausura  Guatemala
- 2011 - Deportivo Petapa, Vicecampeón del torneo clausura  Guatemala
- 2011 - Deportivo Petapa, Campeón de liguilla final  Guatemala
- 2011 - Deportivo Petapa, Campeón de ascenso a Liga Mayor Temporada 2010-2011  Guatemala
- 2014 - Deportivo Carchá, Clasificación a la liguilla por el título de liga de 1a. División de Guatemala, campeonato clausura  Guatemala
- 2014 - Deportivo Carchá, Trofeo "Copa Fraternidad" vs. Los Potros Tecnológico (Guatemala)-Guatemala (16.7- Alta Verapaz)  Guatemala
- 2014 - Deportivo Carchá, Presentación "Tarde de Peces cenizos" vs Deportivo Chalatenango (El Salvador)  Guatemala
- 2014 - Deportivo Carchá, Clasificación a la liguilla por el título de liga de 1.ª División de Guatemala, campeonato apertura  Guatemala
- 2015 - Deportivo Carchá, Trofeo Presentación “TARDE DE PECES CENIZOS" (vs. Tacurú)  Guatemala
- 2015 - Deportivo Carchá, Copa “FIESTAS en HONOR al Patrono SAN PABLO APÓSTOL” (vs. Rabinal F.C.  Guatemala )
- 2016 - Selección Femenina Uruguay Campeón Sub-17 "Copa Integración" (vs. Selección de Colonia) (Estadio A. Supicci-Colonia-Uruguay)  Uruguay
- 2016 - Selección Femenina Uruguay Campeón Sub-15 Cuadrangular Internacional Juegos Federados Región Centro (Santa Fe-Argentina)  Argentina
- 2018 - Vicecampeón Selección Femenina Uruguay Sub-17 Cuadrangular Internacional Copa Buenos Aires Provincia (Mar del Plata-Febrero)  Argentina
- 2018 - Campeón Selección Femenina Uruguay Sub-17 Trofeo Fair Play Cuadrangular Internacional Copa Buenos Aires Provincia (Mar del Plata-Febrero)  Argentina
- 2018 - Selección Femenina Uruguay Sub-17 Medalla Bronce Sudamericano Fem. Sub-17 - San Juan   Argentina
- 2018 - Selección Femenina Uruguay Sub-17 Ganadora Grupo 3 -  Sudamericano Fem. Sub-17 - San Juan   Argentina
- 2018 - Selección Femenina Uruguay Sub-17 Trofeo Memoria y Amistad Uruguay Sub-17- Selección Sub-17 ELITE-Kunming, Hebei  China
- 2018 - Selección Femenina Uruguay Sub-17 Trofeo Memoria y Amistad Uruguay Sub-17- Selección Sub-20 ELITE-Kunming, Hebei  China
- 2018 - Selección Femenina Uruguay Sub-17 Trofeo Memoria y Amistad Uruguay Sub-17- Selección Sub-17 ChuXiong, Yunnan  China
- 2019 - Selección Femenina Sub-20 Medalla de Bronce en Liga Sudamericana Sub-19 - Zona Sur Buenos Aires  Argentina
- 2021 - Selección Mayor Femenina Uruguay Campeón "Copa Banco de Seguros del Estado" (vs. Selección de Puerto Rico, Montevideo-Uruguay)  Uruguay
- 2022 - Selección Femenina Uruguay Sub-20 Medalla Bronce Sudamericano Fem. Sub-20 - La Calera-Valparaíso  Chile
- 2022 - Selección Mayor Femenina Uruguay Campeón "Copa Banco de Seguros del Estado" (vs.Selección Bolivia- Montevideo-Uruguay)Estadio Centenario  Uruguay
- 2023 - Selección Mayor Femenina Uruguay Campeón "Copa Banco de Seguros del Estado" (vs.Selección Perú- Montevideo-Uruguay) 7 y 10 de abril,Parque Capurro y Parque Viera  Uruguay
- 2024 - Selección Mayor femenina Uruguay Campeón "Copa Río de la Plata" (vs. Selección Argentina) Estadio de Estudiantes de Bs. As. y Complejo Lionel Messi, Buenos Aires, Argentina

## Participación internacional

### Sudamericanos Femeninos
- Sudamericano Femenino Sub-20, 2015. Santos - Brasil
- Sudamericano Femenino Sub-17, 2016. Barquisimeto - Venezuela
- Sudamericano Femenino Sub-20, 2018. Ibarra - Ecuador
- Sudamericano Femenino Sub-17, 2018. San Juan - Argentina
- Copa América Femenina Selección Mayor, 2018. La Serena - Chile
- Liga Sudamericana Femenina 2019 - Liga Sudamericana Zona Sur Sub-19 - Buenos Aires-Argentina.
- Sudamericano Femenino Sub-20, 2020. San Luis - Argentina
- Sudamericano Femenino Sub-20, 2022. La Calera - Chile
- Copa América Femenina Selección Mayor, 2022. Armenia - Colombia

### Mundiales Femeninos
- Copa Mundial Femenina Sub-17 2018, Montevideo - Uruguay

### Torneo Internacional Femenino
- Tournoi de France 2023

Selecciones Mayores de Francia, Dinamarca, Noruega y Uruguay - 15 al 23 de febrero (Angers y Laval - Francia)

## Distinciones
- 2003 - Mejor Entrenador Torneo apertura 1ra. división guatemalteca (tenfieldigital.com 12/12/2003)
- 2009 - Entrenador más efectivo Torneo apertura Liga Mayor Guatemalteca (Diario Nuestro Diario - Guatemala 28/1/2010 pag. 31)
- 2011 - Mejor Entrenador Torneo Clausura de 1a. división guatemalteca (Diario Al día Guatemala - pag. 10 y Siglo 21)

## Libros
- Campeones: La Historia jamás escrita, 2002.
- Campeones y Culpables, 2006.
- Campeones, tanta gloria olvidada, 2012.
- Ramón Platero, el rey oculto, 2017.[2]
- A las nuevas Generaciones: "Hay oro escondido", 2021.
- Maracaná, así debía ser, 2023.